# Heidi Renoth
Heidi Renoth (Berchtesgaden, 22 febbraio 1978) è un'ex snowboarder tedesca.

## Palmarès

### Olimpiadi
- Argento a Nagano 1998 nello slalom gigante.

### Mondiali
- Oro a Innichen 1997 nello slalom.
- Bronzo a Kreischberg 2003 nello slalom gigante parallelo.